# Paparoa
La ville de Paparoa est une localité de la région du Northland, située dans l’île du Nord de la Nouvelle-Zélande.

## Situation
Le cours d’eau nommé «Paparoa Stream» s’écoule à partir de l’est, à travers la ville et se jette dans «Paparoa Creek»  vers le sud, rejoignant ainsi le fleuve Arapaoa, qui forme une partie du mouillage de Kaipara Harbour (en). 
La route State Highway 12 /S H12 (en) passe à travers la ville de Paparoa.
La ville de Matakohe est localisée à 6 km vers le sud-ouest, et celle de Maungaturoto est à 12 km à l'est ,.

## Histoire
Paparoa fut l’un des multiples villages du secteur du mouillage de Kaipara harbour (en) établi par le groupe religieux connu comme les «Albertlanders» avec surtout : Port Albert situé près de Wellsford, qui fut le principal lieu d’installation mais aussi la localité de Matakohe, qui fut un autre lieux de la colonisation initiale. 
Ils s’installèrent sur le bloc dit de « Paparoa» en 1863. 
Les terres furent brûlées si bien que les céréales et l'herbe puissent y être plantées. 
Une route fut construite en direction du port de  Pahi en 1865, et une autre vers Matakohe peu après. 
Une fabrique de poteries utilisant l'argile locale avec une cour où des briques et des tuiles fut mis en place et une usine produisant des cordages et des tapis fait avec le flax (en) fonctionna dès 1870, mais leurs activités souffrirent de la médiocre qualité des routes et de la charge en fret à transporter. 
Les magasins les plus proches étaient à Pahi, à 6 mi vers  le sud.

## Accès
Le vapeur  Minnie Casey reliait la localité de Paparoa avec la ville d’Helensville sur le côté sud du mouillage de Kaipara avec un service hebdomadaire à partir de 1882, puis le  S.S. Ethel prit la place de 1891 à 1895, après quoi le service ne vint seulement qu'à Matakohe et Pahi. 
Le réseau de routes fut amélioré vers 1880 et surtout en 1890.

## Population
En 1890, la ville de Paparoa comportait 35 familles et environ 200 habitants vivant principalement le long des berges de la rivière Paparoa. 
Dans le secteur, comprenant le village de Pahi, il y avait environ 400 personnes. Vers 1906, la population de Paparoa avait doublé.

## Activité économique
Les fermes d'élevage s'établirent dans la région, et une laiterie fut ouverte au niveau de Paparoa en janvier 1895. 
Une branche des magasins basées à Helensville fut en fonction dans la ville dès 1900.
La ligne de chemin de fer de la ligne nord d’Auckland (en) atteignit la localité de «Huarau», à l'est de Paparoa, au début des années 1920. 
Une route passant à travers Paparoa fut planifiée à une certaine période mais ne devint jamais une réalité. 
La route vers Maungaturoto, qui passe à travers la localité de Huarau, fut goudronnée en 1922.

## Éducation
L'école de ‘Paparoa School’ est une école mixte, contribuant au primaire (allant de l'année 1 à 6) avec un taux de taux de décile de 4 et un effectif de 72 élèves. 
L'école fut établie en 1870 avec un effectif allant de 27 à 42 élèves en 1899.

## Personnalités notables
- Alex Tait (en), joueur de cricket, né à Paparoa[16].
- James Wright (en), un potier, travaillait à Paparoa au milieu des années 1870[17]
- Lockwood Smith (en), homme politique, né à Paparoa.